# Exonucleasa de veneno
La exonucleasa de veneno de serpiente, fosfodiesterasa de veneno de serpiente o simplemente exonucleasa de veneno (EC 3.1.15.1, fosfodiesterasa de veneno) es una enzima que cataliza la escisión exonucleolítica de ácidos nucleicos en dirección 3' a 5', para producir nucleósidos 5'-fosfatos.

## Ocurrencia natural y función
Los venenos de varias especies de serpientes contienen una fosfodiesterasa en asociación con una alta concentración de una fosfomonoesterasa, las cuales pueden separarse entre sí por medio de métodos cromatográficos.
La fosfodiesterasa de veneno de serpiente hidroliza el ARN a nucleósidos-5' monofosfato comenzando la hidrólisis por el extremo 3' de la cadena. También tiene actividad sobre los oligonucleótidos producidos por la acción de la desoxirribonucleasa I sobre el ADN; produciendo en ese caso desoxirribonucleósidos-5' fosfato.
Si el ácido nucleico posee un grupo fosfato en su extremo 3', resulta resistente a la acción de esta enzima. Esta enzima tiene preferencia por sustratos de cadena simple.